# Takashi Sorimachi
Takashi Sorimachi  (反町隆史?, Sorimachi Takashi), nome d'arte di Takashi Noguchi (野口 隆史?, Noguchi Takashi), (Saitama, 19 dicembre 1973) è un attore televisivo e cinematografico giapponese.
È sposato con l'attrice Nanako Matsushima.

## Biografia
Prima dell'esordio come attore nel 1994, lavora come 
modello professionista apparendo anche nelle campagne Benetton.
Ottiene il primo ruolo da protagonista nel 1997 con il telefilm Virgin Road, al quale segue Beach Boys (serie televisiva). Nello stesso anno, secondo la "Most Popular TV Personalities Survey" dell'emittente NHK, Takashi Sorimachi risulta il personaggio maschile più amato dai giapponesi. Il 1997 segna anche l'inizio della sua carriera come cantante.
Nel 1998 interpreta Eikichi Onizuka, il protagonista della versione live action di Great Teacher Onizuka, tratto dall'omonimo manga di Tohru Fujisawa, che diviene uno dei programmi televisivi più visti in Giappone.
Nel 2001 recita al fianco di Andy Lau nell'action movie Fulltime Killer, edito anche in Francia e America. Nel 2003 The Thirteen Steps viene presentato al Sundance Film Festival.
Otoko-tachi no Yamato, uno dei principali successi cinematografici giapponesi del 2005, è stato presentato per la prima volta fuori dal Giappone al Festival di Berlino. Il distributore TOEI afferma di aver ricevuto numerose offerte anche da paesi occidentali, tra cui Francia e Germania.
Takashi Sorimachi ha anche interpretato Gengis Khan in The Blue Wolf: To the Ends of the Earth and Sea, una co-produzione tra Giappone e Mongolia del 2007.

## Filmografia

### Televisione
- Saikō no jinsei no owarikata - Ending Planner (2012 TBS)
- Good Life~Arigato,Papa. Sayonara~ (2011 Fuji TV)
- Boss (Fuji TV, epi 10-11)
- Lotto 6 de San-oku Ni-senman En Ateta Otoko (2008 TV Asahi)
- Dream Again (2007 NTV)
- 14 sai no haha (episodi 10-11) (2006 NTV)
- Sengoku Jieitai: Sekigahara no Tatakai (2006 NTV) as Lt. Akiyoshi Iba
- Rokusen Nin no Inochi no Visa (2005 YTV)
- HOTMAN 2 (2004 TBS)
- Sheeraza Do (2004 NHK)
- Wonderful Life (2004 Fuji TV)
- Hotman (2003 TBS)
- Ryuuten no Ouhi - Saigo no Koutei (2003 TV Asahi)
- Double Score (2002 Fuji TV)
- Toshiie to matsu: kaga hyakumangoku monogatari (2002 NHK) - serie TV
- Number One (2001 TBS)
- Love Complex (2000 Fuji TV)
- Cheap Love (1999 TBS)
- Over Time (1999 Fuji TV)
- Great Teacher Onizuka (1998 Fuji TV)
- Virgin Road (1997) - serie TV
- Beach Boys (1997 Fuji TV)
- Virgin Road (1997 Fuji TV)
- Tsubasa wo Kudasai (1996 Fuji TV)
- Miseinen (1995 TBS)
- Ryoma ni omakase (1995 NTV)
- Maido Ojama Shimasu (毎度おジャマしまぁす?) (1995 TBS)
- Uchi ni Oideyo (部屋においでよ?) (1995 TBS)
- Maido Gomen Nasai (毎度ゴメンなさぁい?) (1994 TBS)

### Cinema
- Kanojo wa uso o aishisugiteru (2013)
- Koshonin - Il film (2010)
- The Blue Wolf: To the Ends of the Earth and Sea (2007)
- Otoko-tachi no Yamato (2005)
- 13 Kaidan (The Thirteen Steps) (2003)
- Fulltime Killer (Chuen jik sat sau) (2001)
- Great Teacher Onizuka (1999)
- Kimi wo wasurenai (Fly Boys, Fly!) (1995)
- The Man Who Won 320 Million Yen
- Dream Again (2007, NTV) serie TV